# Caméras Auricon
Les caméras Auricon sont des appareils de prise de vues au format 16 mm, qui ont essentiellement eu comme clientèle les documentaristes et les reporters des chaînes de télévision américaines. Elles ont la particularité d’enregistrer le son directement sur la pellicule dès 1932 par le (procédé du son optique), puis, en 1955, par le (procédé du son magnétique).

## Histoire
Ce sont trois ingénieurs, déjà spécialistes — chez d'autres fabricants — de la création de matériel de cinéma, et notamment d’enregistreurs nécessaires au cinéma sonore, qui fabriquent les premiers modèles Auricon, d’abord à New York, puis à Los Angeles.

## Description

### Cine-Voice
Ce modèle est le plus léger (15 kg). Il est complètement insonorisé par construction et n’a donc pas besoin d’être enfermé dans un blimp. Alimenté par une batterie, il est autonome et peut enregistrer d’une traite la bobine de 30 mètres dont on le charge (2 min et demie), à raison d’une cadence de 24 images par seconde (cadence du cinéma sonore). Le film 16 mm utilisé est un négatif ou un positif à une seule rangée de perforations (la seconde rangée laisse la place à l’enregistrement du son). Les chaînes de télévision développent le négatif et l’inversent en positif par un procédé vidéo au moment de la diffusion. « L’enregistreur est équipé d’un galvanomètre à miroir qui oscille en fonction des variations de l’intensité du courant sorti du micro. Le miroir est éclairé par une forte lumière qui est plus ou moins renvoyée en direction d’un objectif qui enregistre sur la pellicule photographique l’amplitude de l’éclairage reçu. ».

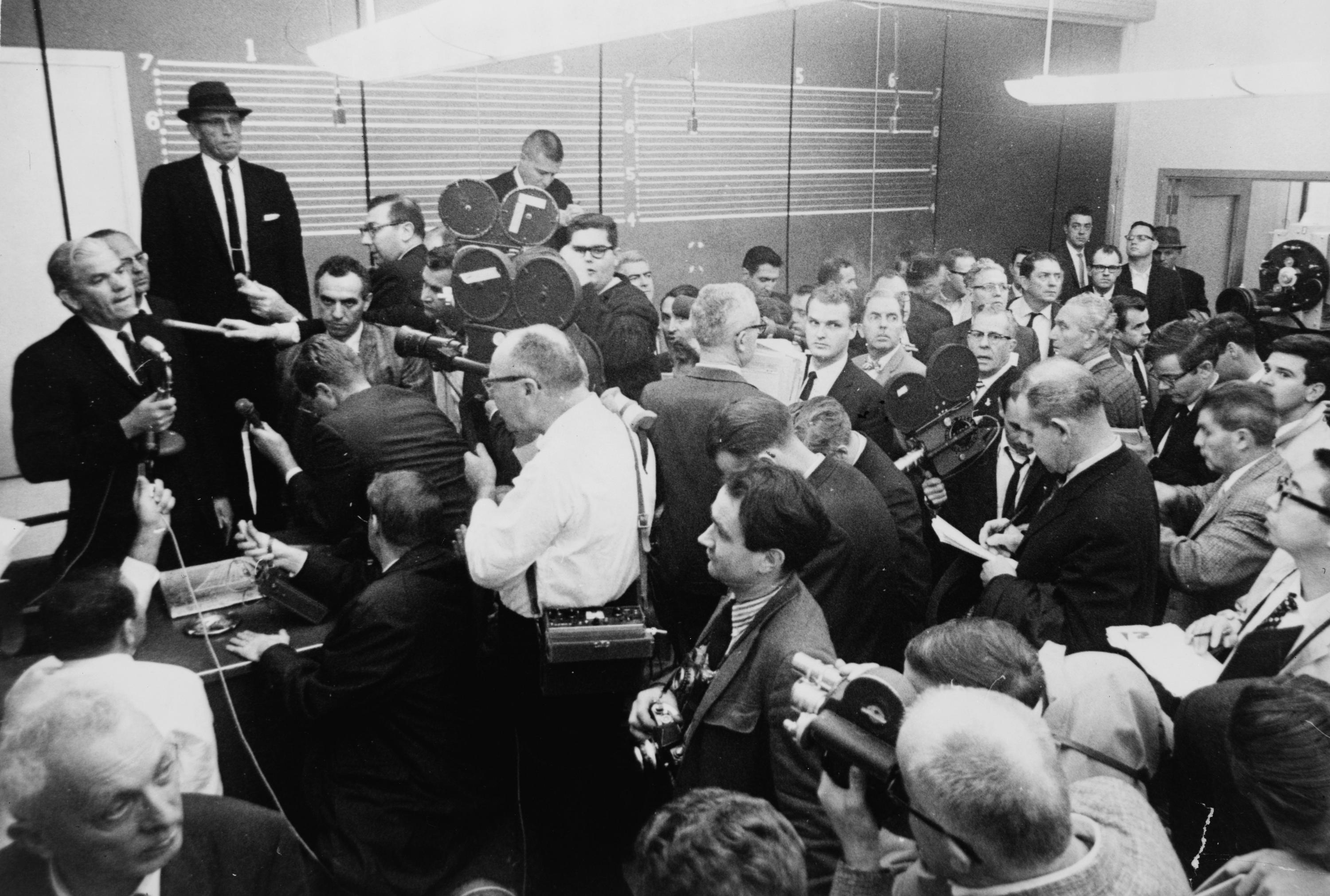
Trois Auricon Pro 600 lors d’une conférence de presse du procureur du district de Dallas, Henry Wade, après l’assassinat du Président américain John Fitzgerald Kennedy (1963).

La forme un peu massive de la Cine-Voice la rend assez peu pratique en porté à l’épaule. Un trépied est recommandé pour les prises de vues. La visée se fait par un tube optique. 

### Pro 600
La Pro 600 est de meilleure tenue, et comme ses promoteurs l’ont équipée d’un zoom Angénieux de fabrication française, elle profite de la visée reflex installée sur cet objectif multifocal. Sinon, sans le zoom, la visée est faite par un viseur tube latéral. Comme dans la Cine-Voice, « le mécanisme est enveloppé dans un boîtier en aluminium recouvert de caoutchouc spongieux et suspendu par des supports spéciaux de sorte qu'aucun bruit mécanique ne soit transmis au boîtier extérieur. Comme cette caméra est très silencieuse, elle est équipée d'un voyant lumineux qui s'allume en cas de tournage. » Ce voyant (en anglais : tally ou tally light) est présent dans toutes les caméras utilisées par la télévision, aussi bien argentiques que numériques. Il garantit éventuellement aux techniciens extérieurs que l’appareil est bien en fonctionnement, et il prévient aussi de ce fonctionnement les gens filmés (respect de la personne). Il peut malgré tout être éteint, même lorsque la caméra tourne. La contenance du magasin de 180 mètres (600 pieds) de la "Pro 600" lui permet une prise de vues allant jusqu’à 30 min.

### Super 1200
Le modèle Super 1200 n’est que le précédent, équipé en galettes de 360 mètres (1 200 pieds), permettant une prise de vues ininterrompue d’une heure. Comme la Pro 600, cette caméra enregistre le son soit par voie photographique (son optique), soit « cette gamme d'appareils vient encore [en 1955] d'être complétée par un dispositif additionnel d'inscription magnétique qui peut permettre aisément, et dans les meilleures conditions, l'enregistrement sonore synchrone son sur film ou sur une piste magnétique du film vierge. Le film vierge enduit avec une piste magnétique est placé dans la caméra de la même manière que le film ordinaire destiné à l'inscription photographique… Le dispositif d'enregistrement magnétique sous la forme d'un bloc peut être placé et retiré de la caméra très facilement sans aucun outil, après un premier montage du câblage et des supports. On peut aussi à volonté et sur la même caméra, effectuer soit l'inscription sonore photographique, soit l'enregistrement magnétique. »